# 어포던스
어포던스(Affordance)는 어떤 행동을 유도한다는 뜻으로 행동유도성이라고도 한다. 어근 어포드(Afford)는 원래 '~할 여유가 있다, ~하여도 된다, ~을 공급하다, 산출하다'라는 뜻을 가지고 있으나 보통 사전에 없는 뜻으로 인간 컴퓨터 상호작용, 인지 심리학, 산업 디자인, 인터렉션 디자인, 환경 심리학 그리고 인공지능학 분야에서는 '서로 다른 개념을 연결하는 것'이란 뜻으로 쓰이기도 한다. 다시 말해 물건(object)과 생물(organism, 주로 사람) 사이의 특정한 관계에 따라서 제시되는 것이 가능한 사용(uses), 동작(actions), 기능(functions)의 연계 가능성을 의미한다.

## 용어의 논란
제임스 깁슨(James J. Gibson)이 1977년에 이 용어를 처음 사용하였으며 그의 1979년 저서 《시지각에 대한 생태학적 접근The Ecological Approach to Visual Perception》를 통해 알려지게 된 어포던스라는 개념은 세상과 행위자(사람이나 동물등의 유기체) 사이에서 실행할 수 있는 행위적 속성을 가리킨다. 깁슨에 따르면 어포던스는 행위자와 환경 간의 관계, 혹은 이 둘 사이의 관계 속에서 존재하는 행위의 가능성들을 뜻하기도 한다. 마주하고 있는 행위자에 의해 동일한 환경(공)은 다른 (행위의)어포던스를 제공한다. 예를 들어, 둥근 공을 들어올리는 목적을 달성하기 위해, 인간은 주로 다섯 손가락이 달린 손으로 잡는 행위를 하거나 드물게는 양발을 맞대는 행위를 취하기도 한다. 이와 달리 개는 동일한 목적을 위해 공을 입으로 무는 행위를 취한다. 이와 같이 다른 행위가 발생하는 것은 사람과 개(행위자)가 공(환경)과 맺고 있는 관계의 차이로 인한 것이며, 이 관계는 행위자의 행위적 능력(혹은 신체적 구조)과 환경의 물리적 속성(혹은 구조) 사이에서 결정된다. 그러므로 환경은 행위자의 능력이 허락하는한 무한한 가짓수의 어포던스를 포함하거나 제공할 수 있다(공을 몸에 문지르기, 손 위에 올려두기, 발로 차기, 밟기, 겨드랑이에 끼우기, 머리 위에 올려놓고 중심잡기 등). 세상 속 자연의 일부이며 숨겨져 있거나 알려져 있거나, 아니면 요망될 필요는 없다. 그러나 어떠한 어포던스는 아직 발견되지 않았을 수도 있다.
이에 비해 도널드 노먼 (Donald A. Norman)은 1988년 그의 저서  《디자인과 인간 심리The Psychology of Everyday Things; POET》에서 어포던스의 개념을 인간-컴퓨터 상호 작용 분야의 관점에서 사용하기 시작하였다. 그러나 도널드 노먼이 말하는 어포던스의 개념은 엄밀히 말하면 지각(知覺) 어포던스(Perceived Affordance)라고 하는 것이 정확하다. 도널드 노먼 자신도 이후 자신의 용어에 대한 혼란을 인정하며 제임스 깁슨의 Affordance와 구별하기 위해 지각된 어포던스 (Perceived Affordance)라고 수정하는 데 동의하였다. 이 지각된 어포던스(Affordance)를 한국어 환경에서는 행동 유도성, 행위 유발성, 유발성, 제시성(提示性), 제공성 혹은 문맥에 따라 직관성(直觀性)으로 쓰이고 있다. 어포던스라는 용어는 원래의 실제 영어 낱말의 뜻에 여러 뜻이 복합된 것으로 영어의 문장에서는 제안(Suggest), 부여(provide), 가능성을 보이다(to make available), 이끌다(to invite)란 뜻의 동사적 서술적인 용법으로 쓰인다. 어포던스에 의해 사용자는 사물을 어떻게 다루면 될 것인가에 관한 단서를 제공받게 된다. 인과관계(causality)의 심리에 의해 어떤 행위 직후에 한 현상이 나타나면 그 현상이 그 행위에 의해 야기된 것처럼 보인다.

## 어포던스와 지각(知覺)된 어포던스의 차이
예를 들어 어떤 다른 아무것도 없는 방에 흔들 의자와 얌체공이 놓여 있고 이방에 누군가 들어간다면 (이때 누군가는 Actor라고 지칭) 흔들 의자에 앉아 공 튀기기 놀이를 할 가능성이 높다고 예상된다. 이때 이런 가능성이 높은 이유는 이전의 경험에서 비롯되는 것이여서 그 물체를 가지고 할 수 있는 일을 Actor가 자연스럽게 지각하게 되는 것이라고 추론할 수 있다. 이런 경우의 어포던스는 도널드 노먼의 지각된 어포던스(Perceived Affordance)로 흔들의자는 앉고 얌체공은 튀는 놀이를 하도록 행동을 유도(Afford 혹은 Suggest)하고 있는 것이다.
그러나 제임스 깁슨의 어포던스의 정의는 꼭 그런 사회적이거나 경험적인것을 말하지 않는 객관적인 모든 가능성을 포함한다. 얌체공 위에 서서 흔들의자를 발로 차는 경우도 하나의 고려 대상이 되는 것이다.

## 디자인과 어포던스
어떤 물건,서비스,시스템을 만들기 위한 디자이너, 설계자, 엔지니어들은 사용자가 디자인된 물건을 직관적으로 보기만 해도 어떻게 사용할지 대략 짐작하여 사용하게 끔 하는 것이 편리한 디자인이라고 여기며 이때 어포던스가 잘 되어 있다면 그 쓰임새를 사용자가 이전의 경험에서 추론하여 디자이너의 의도대로 제시된 사용법으로 이용하게 되며 이런 경우를 좋은 디자인의 조건으로 보고 있다. 예를 들어 디자인 평가에 쓰인다면 홈페이지의 깜빡이는 어떤 단어는 그 단어의 뜻을 실행하는 데 있어 행동 유도성이 높다/낮다 혹은 강하다/약하다, 좋다/나쁘다로 이야기할 수 있을 것이다. 또한 예를 들어 새로운 디자인이었던 검색엔진의 키워드 입력과 검색 버튼 누르기를 통한 검색기능이 사회적으로 이제 널리 받아들여졌다면 행동 유도성이 성립되었다고 할 수 있다.
한편 피터 메르홀즈(Peter Merholz)는 헨리 드레퓨스(Henry Drefuss)가 그의 저서 Designing for People(1955)에서 이미 초기 여객기 사용자들의 에피소드를 통해 이러한 문제가 이미 50년대의 현대적 산업 디자인의 태동기부터 핵심적 디자인 문제 중 하나였다고 주장하고 있다. Designing for People에서 유나이티드 에어의 DC-6 여객기 승객들이 마치 우체통 구멍처럼 생긴 에어컨 구멍에 자꾸 편지를 집어 넣었으며 TWA항공사에서는 일부 승객들중 승객석 머리위의 화물칸에 아기를 넣어두는 엄마들이 있었다고 한다. 이것은 당시 익숙하지 않았던 여객기 환경에서 승객들이 새로운 환경을 인지하는 데에 기존의 비슷한 경험을 연상시키는 형태의 디자인의 사용법을 새로운 사물에 적용하고자 하여 생긴 실수였다.

## 디자인 분야에서의 응용
도널드 노먼은 새로운 사용자가 어떻게 사용법을 알아가게 하기 쉽게 할지에 대해 지각된 어포던스의 개념을 바탕으로 4가지의 원리를 제시하였다.
1. 이미지들의 선택과 허용가능한 상호 작용 양쪽에서 일반적인 사용법을 따르라.
2. 원하는 행동을 묘사하는 단어를 사용하라. 예를 들어 마우스로 클릭가능한 링크가 연결된 그래픽 오브젝트에 여기를 클릭라고 표시하는 것.
3. 메타포(Metaphor, 은유)를 사용하라.
4. 인터페이스를 학습한 이후 이것을 다른 부분에 활용할 수 있도록 지속적으로 같은 컨셉 모델을 따르도록 하라.

## 같이 보기
- 도널드 노먼
- 인간과 컴퓨터 상호작용
- 디자인 리서치
- 사용자 경험